# Monthly Comic Ryū
Monthly Comic Ryū (月刊 Comic リュウ, Gekkan Komikku Ryū) est un magazine de prépublication de mangas mensuel de type seinen édité par Tokuma Shoten. À l'origine, le magazine constituait une édition spéciale trimestrielle d'Animage, avant de passer en 1979 à un rythme mensuel puis de stopper de paraître. Le 19 novembre 2006, le magazine est publié de nouveau.

## Mangas prépubliés (liste non exhaustive)
- Arbos Anima
- Arion
- Bio Diver Xenon
- Crueler than Dead
- Dan et Danny
- Legend of the Galactic Heroes
- Monster musume no iru nichijō
- Mr. Nobody